# Mà de Glòria

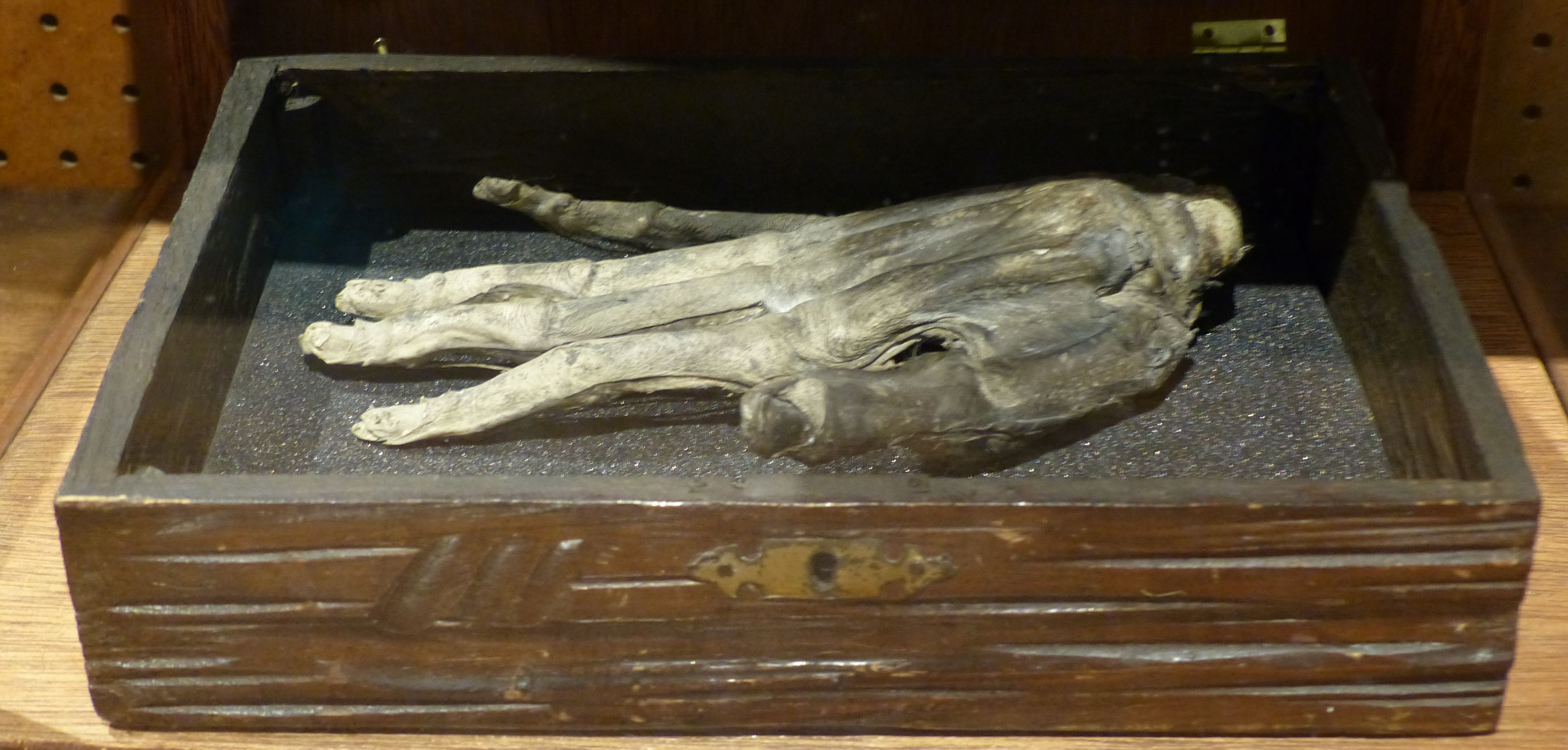

La Mà de Glòria és la mà assecada i confitada d'un home que ha sigut penjat. A vegades s'especifica que ha de ser la mà esquerra (degut a la traducció del llatí, sinister) o, si l'home va ser penjat a causa d'assassinat, la mà havia de ser la que va “cometre l'acte”.
Les antigues creences europees atribueixen grans poders a una Mà de Glòria combinada amb una espelma feta amb greix del cadàver del mateix malfactor, el qual va morir en la forca. L'espelma feta, encesa i posada (de manera similar a un canelobre) en la Mà de Glòria hauria rendit immòbil a totes les persones a les que es presentés. El procés per preparar la mà de i l'espelma es troben descrites en documents del segle xviii, on es discuteixen la traducció de diferents etapes (degut a la dificultat de transcriure correctament frases de l'època. El concepte de la Mà de Glòria va inspirar a diferents autors d'històries curtes i poemes en el segle xix.

## Història del terme
L'etimòleg Walter Skeat declara que, encara que el folklore li ha atribuït una llarga llista de poders a la mà d'un home mort, el terme Mà de Glòria es, de fet, una etimologia popular: deriva del francès main de gloire, que es la corrupció del terme mandragore, que significa mandràgora.

## Poders atribuïts
D'acord amb les creences europees, una espelma (feta amb greix d'un malfactor que va morir en la forca) encesa i posada (d'una manera similar a un canelobre) en la Mà de Glòria, la qual prové del mateix home que el material de l'espelma, farà que tothom a la que es presenti romangui immòbil.
El mètode per sostenir l'espelma es descrita en Petit Albert. L'espelma pot ser apagada només amb llet. En un altre versió, el cabell de l'home mort s'utilitza com la metxa de l'espelma, a més de només il·luminar al seu portador. Presumptament, la Mà de Glòria també tenia el poder d'obrir qualsevol porta amb la qual el portador es creues.